# Akvakobalamin reduktaza (NADPH)
Akvakobalamin reduktaza (NADPH) (EC 1.16.1.5, akvakobalamin (redukovani nikotinamid adenin dinukleotid fosfat) reduktaza, NADPH-vezana akvakobalaminska reduktaza, 2:akvakob(III)alaminska oksidoreduktaza) je enzim sa sistematskim imenom kob(II)alamin:NADP+ oksidoreduktaza. Ovaj enzim katalizuje sledeću hemijsku reakciju
2 kob(II)alamin + + {\displaystyle \rightleftharpoons } 2 akvakob(III)alamin + +
Ovaj enzim je flavoprotein. On deluje na akvakob(III)alamin i hidroksikobalamin.

## Literatura
- Nicholas C. Price; Lewis Stevens (1999). Fundamentals of Enzymology: The Cell and Molecular Biology of Catalytic Proteins (Third изд.). USA: Oxford University Press. ISBN 019850229X.
- Eric J. Toone (2006). Advances in Enzymology and Related Areas of Molecular Biology, Protein Evolution (Volume 75 изд.). Wiley-Interscience. ISBN 0471205036.
- Branden C; Tooze J. Introduction to Protein Structure. New York, NY: Garland Publishing. ISBN 0-8153-2305-0.
- Irwin H. Segel. Enzyme Kinetics: Behavior and Analysis of Rapid Equilibrium and Steady-State Enzyme Systems (Book 44 изд.). Wiley Classics Library. ISBN 0471303097.
- William P. Jencks (1987). Catalysis in Chemistry and Enzymology. Dover Publications. ISBN 0486654605.

## Spoljašnje veze
- Aquacobalamin+reductase+(NADPH) на 